# Moutlakgola P. K. Nwako
Moutlakgola Palgrave Kediretswe Nwako (* 6. August 1922 in Serowe, Betschuanaland, heute: Botswana; † 1. August 2002) war ein botswanischer Politiker der Botswana Democratic Party (BDP).

## Leben
Nwako, Sohn eines MoNgwato-Häuptlings von Palapye, besuchte zunächst die Khama Memorial School und das Tiger Kloof Educational Institute im südafrikanischen Vryburg, wo Quett K. J. Masire und Edison Masisi zu seinen Kommilitonen gehörten. 1950 wurde er Schatzmeister des Bamangwato-Stammesrates und danach Schatzmeister des Moeng College. Innerhalb der Bamangwato war er 1961 als ein emporkommender „Radikaler“ und Teil einer Gruppe junger, gut ausgebildeter Progressiver bekannt, die politische Reformen sowie die Rückkehr von Seretse Khama aus dem Exil forderten. Viele in dieser Gruppe wie Lenyeletse Seretse und Kenneth Koma gehörten zum Malekantwa-Regiment (Mophato). Diese Malekantwa-Aktivisten bildeten zusammen mit älteren Persönlichkeiten wie Kgalemang Motsete und Leetile Raditladi die politische Bewegung Bamangwato National Congress, die als Kraft zwischen den rivalisierenden Lagern der von Tshekedi Khama geführten älteren Traditionalisten und der Pro-Seretse-Khama-Gruppe stand. Er veröffentlichte unter dem Namen „Tribesman“ Artikel für die Zeitungen Naledi va Batswana sowie African Echo und korrespondierte zudem mit anderen Aktivisten seiner Generationen im damaligen britischen Protektorat Betschuanaland.
Nachdem Nwako zum Mitglied der Exekutive des Bamangwato-Stammesrates und des neuen protektoratsweiten Afrikarates gewählt worden war, wurde er eingeladen, der neuen Bechuanaland People’s Party (BPP) beizutreten. Er entschloss sich jedoch, Seretse Khama 1961 bei der Gründung der Bechuanaland Democratic Party (BDP) zu helfen, und wurde deren erster Vize-Schatzmeister. Bei den ersten allgemeinen Wahlen 1965 wurde er für die BDP zum Mitglied der Nationalversammlung gewählt und vertrat in dieser 34 Jahre lang bis 1999 den Wahlkreis Tswapong North.
Zugleich bekleidete Nwako von 1965 bis 1969 das Amt des Landwirtschaftsministers. Nach der Unabhängigkeit Botswanas vom Vereinigten Königreich am 30. September 1966 wurde Nwako zudem erster Außenminister Botswanas in der Regierung von Präsident Seretse Khama und hatte dieses Amt bis zu seiner Ablösung durch seinen Studienfreund Edison Masisi am 23. Oktober 1969 inne. Im Anschluss fungierte er zwischen 1969 und 1977 als Gesundheitsminister sowie in Personalunion von 1969 bis 1974 als Arbeitsminister und Innenminister, ehe er zwischen 1977 und 1989 Minister für Handel und Industrie in den Regierungen von Präsident Khama und dann seit 1980 seines früheren Kommilitonen Quett K. J. Masire war.
Zuletzt hatte er von 1989 bis zu seinem Ausscheiden aus der Politik 1999 das Amt als Sprecher der Nationalversammlung inne.